# Opium
Opium (von griechisch ὀπος opos „Saft“, in Bezug auf den Milchsaft von Papaverarten), (früher) auch Mohnsaft genannt, ist der durch Anritzen gewonnene getrocknete Milchsaft unreifer Samenkapseln des zu den Mohngewächsen (Papaveraceae) gehörenden Schlafmohns (Papaver somniferum). Im Verlauf des Trocknungsprozesses entsteht aus dem Milchsaft durch Autoxidation eine braune bis schwarze Masse, das Rohopium. Die wirksamen Hauptbestandteile des Opiums sind die Alkaloide Morphin, Codein und Thebain.
Opium ist unter anderem ein Rauschmittel und Betäubungsmittel. Neben den daraus gewonnenen genannten natürlichen Alkaloiden stellt das halbsynthetische Diacetylmorphin, allgemein unter seinem Handelsnamen Heroin bekannt, das weitestverbreitete Morphin-Derivat dar. Es werden auch vollsynthetische Substanzen hergestellt, die an den Opioidrezeptoren wirken (Fentanyl, Pethidin u. v. a.). Die natürlich vorkommenden und synthetisierten Substanzen werden in die Gruppen der Opiate und Opioide eingeordnet und entsprechend bezeichnet.

## Geschichte

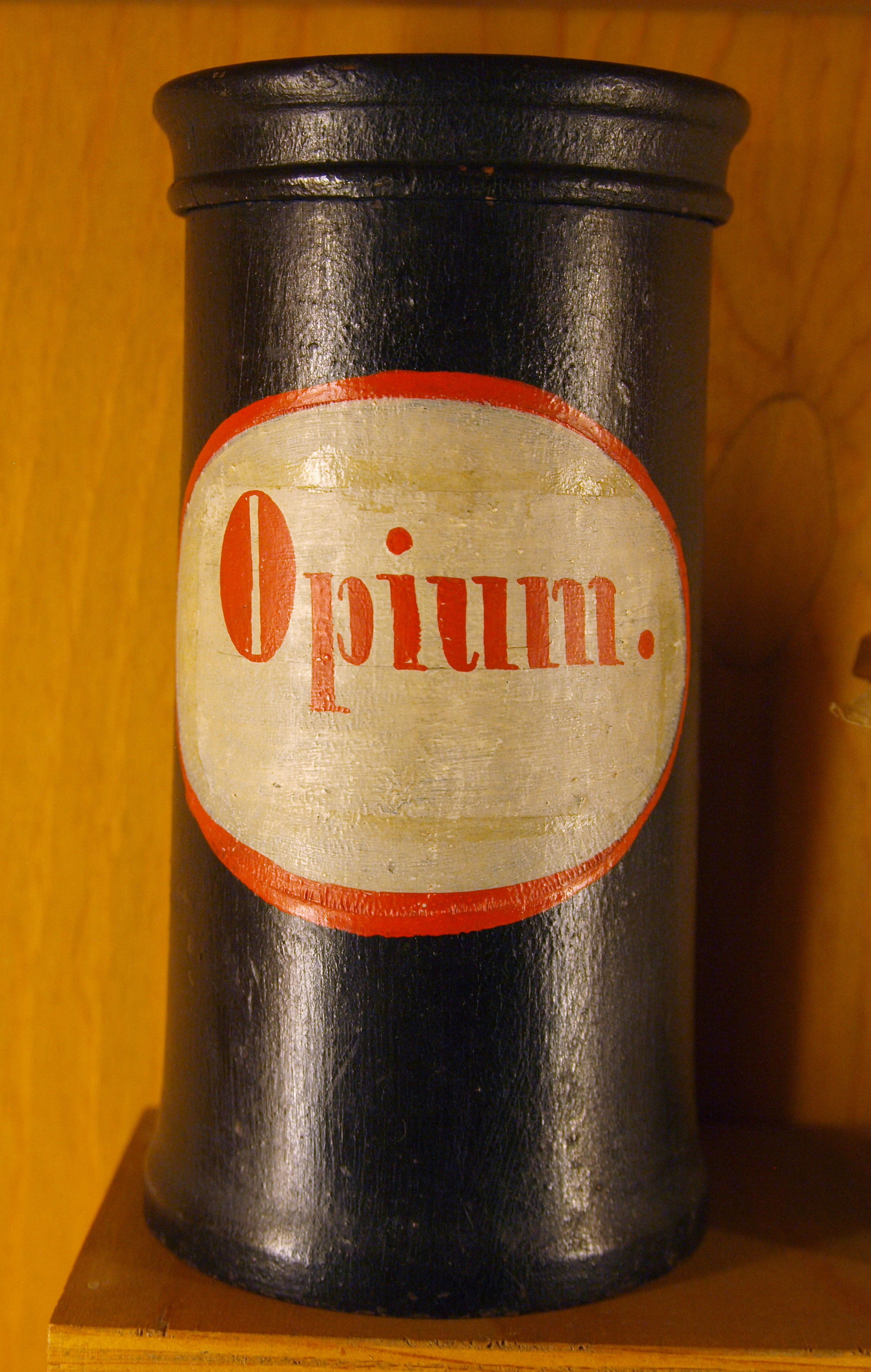
Apothekengefäß zur Aufbewahrung von Opium als Arzneimittel aus dem 18. oder 19. Jahrhundert Deutsches Apothekenmuseum Heidelberg

Die Geschichte des Opiums ist praktisch identisch mit der seiner Rohstoffpflanze. Für die Geschichte siehe den Abschnitt Geschichte im Artikel Schlafmohn.

## Opium in China
Eine besondere Rolle spielte Opium in der Geschichte Chinas: Ab Anfang des 19. Jahrhunderts führten die Briten im Rahmen des Chinahandels in großen Mengen Opium aus Bengalen nach China ein, um die bis dahin für sie negative Handelsbilanz zu verbessern. Dies brachte für das Reich der Mitte erhebliche gesundheitliche und soziale Probleme mit sich. Der gegen die Opiumimporte wachsende Widerstand des Kaiserhauses wurde letztlich von den Briten im Ersten Opiumkrieg (1839–1842) gebrochen.
Als schließlich im Jahre 1880 die anhaltenden Opiumeinfuhren nach China auf 6.500 Tonnen gestiegen waren, gab es im Reich der Mitte bereits zwanzig Millionen Süchtige. Trotzdem ließ der Kaiser nunmehr Opium im eigenen Reich, insbesondere in den südlichen Provinzen Sichuan und Yunnan, anbauen. Daraufhin gingen die Importe aus Indien auf 3.200 Tonnen zurück, während die Inlandproduktion auf 22.000 Tonnen stieg. Die in China tätigen Missionare begannen daraufhin, als Ersatzstoff Morphin zu verteilen, das von den Chinesen Jesusopium genannt wurde.
Nach dem Sturz der Qing-Dynastie 1911 wurden die Gesetze gegen Opium verschärft. Gleichwohl spielte der Opiumhandel bis in die 1920er Jahre eine erhebliche Rolle, als die Guomindang ihn als Instrument zur Finanzierung von Waffenimporten entdeckte. Die endgültige Eindämmung des Opiumhandels und -konsums gelang indes erst Mao Zedong. Eine stärkere Rolle spielte Opium weiterhin in der ehemaligen britischen Kronkolonie Hongkong, wo es aber auch mit anderen inzwischen in Gebrauch gekommenen Drogen wie Heroin konkurrierte.

## Gewinnung von Opium

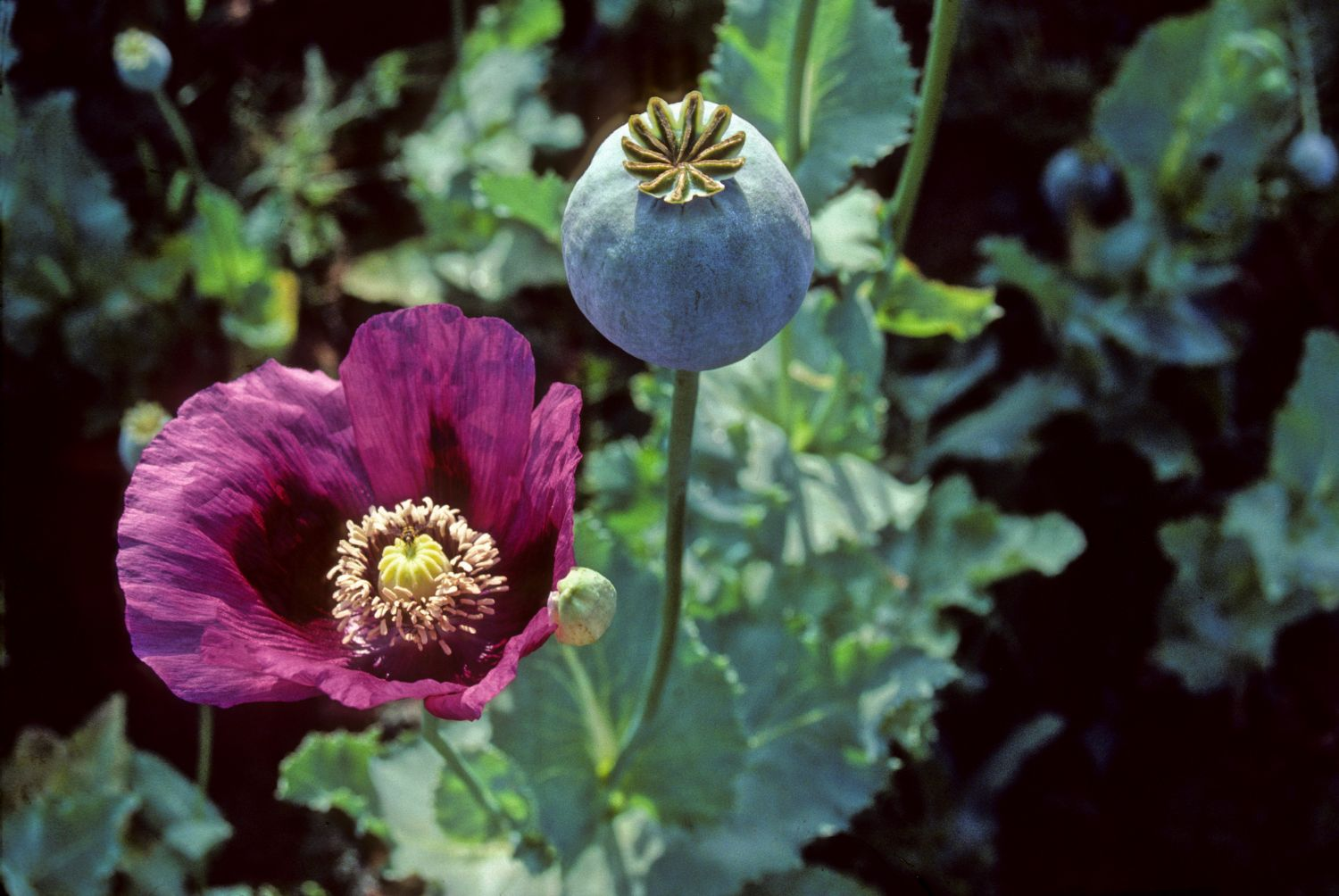
Schlafmohn, Papaver somniferum, aus dessen Milch Opium gewonnen werden kann

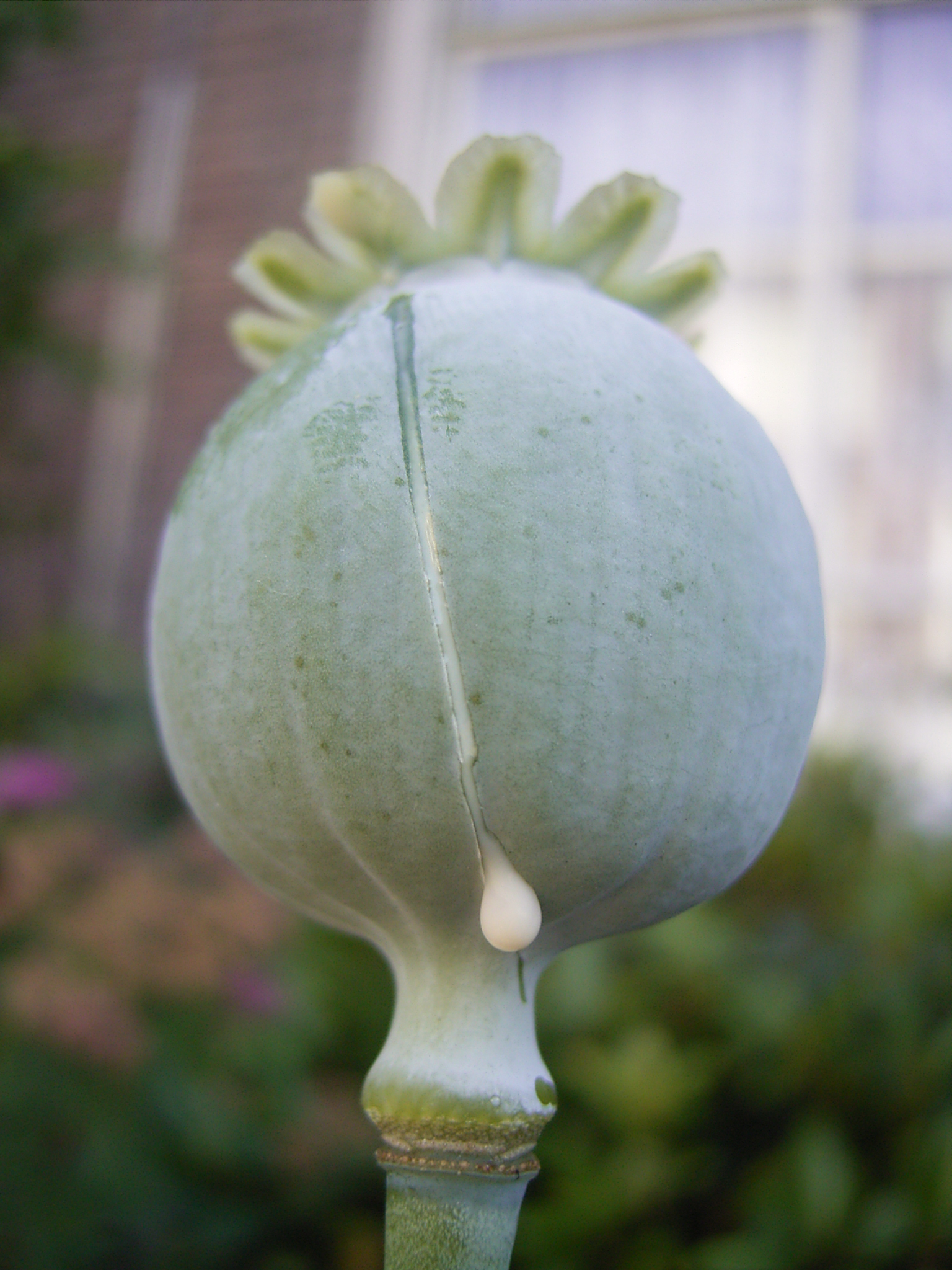
Durch Anritzen unreifer Samenkapseln gewonnener Milchsaft von Papaver somniferum liefert beim Trocknen Opium.

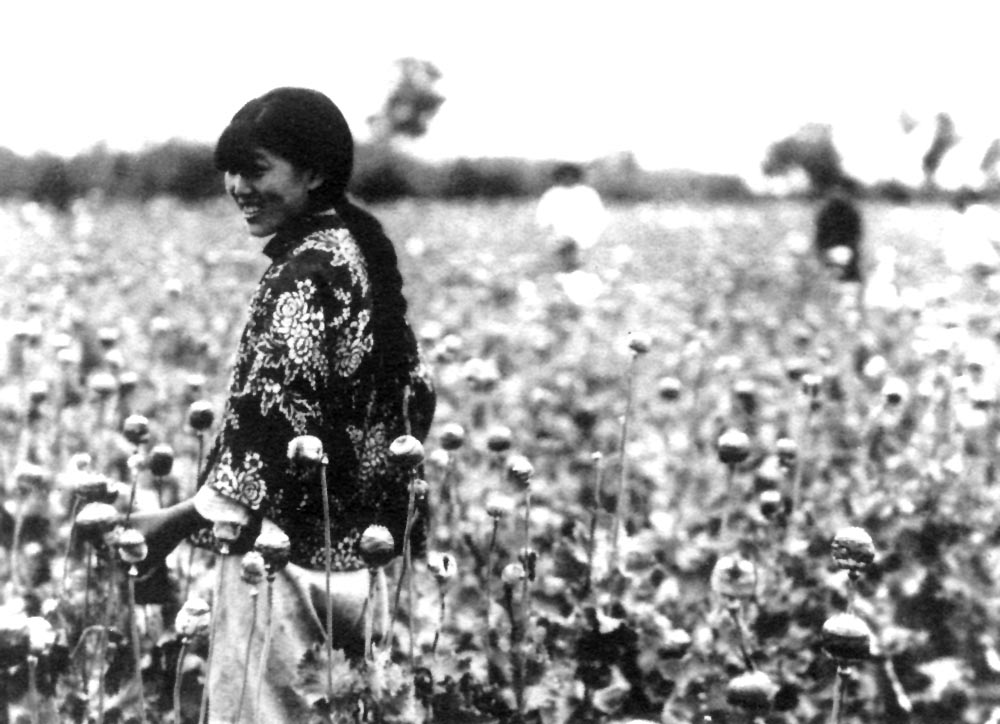
Schlafmohnernte im Norden von Mandschukuo, 1930er Jahre

Zur Gewinnung von Opium wird meist folgende Methode verwendet: Ein bis zwei Wochen nach der Blüte werden die Samenkapseln meist am späten Nachmittag etwa einen Millimeter tief angeritzt, wodurch der Milchsaft austritt. Am Morgen danach wird das schwarzoxidierte Rohopium von den Kapseln abgeschabt. Eine Kapsel ergibt ca. 20–50 mg Rohopium.
Vom Rohopium zu unterscheiden ist das Rauchopium (auch Chandu genannt), dessen Dampf inhaliert wird. Dieses wird durch mehrmaliges Erhitzen, Kneten und vorsichtiges Rösten des Rohopiums, nachfolgende Wasserextraktion und mehrmonatige Fermentation mit dem Schimmelpilz Aspergillus niger hergestellt. Durch dieses aufwändige Verfahren werden Nebenalkaloide wie Codein, Papaverin und Narcotin weitgehend zerstört bei gleichzeitiger Erhöhung des Morphingehalts. Es wird davon ausgegangen, dass dabei, insbesondere durch die Fermentation mit dem Schimmelpilz Aspergillus niger, weitere psychotrope Substanzen entstehen.
Rauch- oder Rohopium kann aber auch in Alkohol gelöst getrunken (→ Opiumtinktur) oder in fester Form gegessen werden. Bei der legalen pharmazeutischen Herstellung wird das Opium aus Mohnstroh gewonnen; die Pflanzen werden hierzu abgemäht, getrocknet, gehäckselt und das Opium aus dem trockenen Stroh mit einem Lösungsmittel herausgelöst.

## Opium produzierende Länder
Sechs Länder dürfen unter Aufsicht der Vereinten Nationen Opium legal produzieren: Türkei, Indien, Australien, Frankreich, Spanien und Ungarn, wobei die Türkei etwas über die Hälfte der gesamten legalen Menge auf etwa 700 Quadratkilometern Anbaufläche produziert.
Die größten Opium-Produktionsländer der Welt mit illegaler Produktion sind Afghanistan, Myanmar, Laos und Thailand (die letzteren drei bilden das Goldene Dreieck). Im von den Taliban regierten Afghanistan in den späten 1990ern verdienten die Taliban am Anbau von Drogen und am Schmuggel mit Opium, Heroin, Haschisch und anderen Gütern.
Dabei ließen die Taliban den Bauern und der Weiterverarbeitung des Rohopiums zu Heroin freie Hand und erhoben auf Anbau sowie Handel Steuern.
Für das Jahr 1999 wurden die Einnahmen der Taliban aus dem Drogenhandel auf 40 Millionen Dollar geschätzt.
Für den Transport wurden Flugzeuge der Ariana Afghan Airlines benutzt. Mit der Resolution 1267 des UN-Sicherheitsrats wurden internationale Flüge von Ariana Air verboten, der Drogenschmuggel lief von nun über Land.
Im Jahr 2001, vor den Terroranschlägen am 11. September, setzten die Taliban ein rigoroses Anbauverbot für Schlafmohn in Afghanistan durch, welches weltweit den bis dato größten Rückgang an Drogenproduktion innerhalb eines Jahres in einem Land darstellte.
Daraufhin wurde nur noch im nicht von den Taliban kontrollierten Norden Afghanistans Schlafmohn angebaut. Jedoch handelten die Taliban weiterhin mit Opium und Heroin aus Lagerbeständen.
Der Anbaustop führte laut dem United States Institute of Peace zu einer „humanitären Krise“, da sich Tausende Kleinbauern ohne Einkommen wiederfanden.
Mit dem Anbaustop wollten die Taliban zum einen eine Lockerung der Sanktionen der Resolution 1267 des UN-Sicherheitsrats erreichen.
Mit der Machtübernahme der Nordallianz Ende 2001 hat der Schlafmohnanbau jedoch wieder stark zugenommen.  Im Herbst 2007 wurden in Afghanistan 8200 Tonnen geerntet, davon mehr als die Hälfte in der afghanischen Provinz Helmand. Das übersteigt den weltweiten Verbrauch um 3000 Tonnen. Mit dem Schlafmohnanbau wird etwa das Zehnfache im Vergleich zum Weizenanbau verdient.
Stand 2021 beruhte rund ein Zehntel der afghanischen Wirtschaftsleistung auf dem Anbau von Schlafmohn.
Nach der erneuten Übernahme Afghanistans durch die Taliban 2021, erließen sie wieder ein Produktionsverbot, das im Sommer 2022 wirksam wurde und bis 2023 den Anbau nach UN-Angaben um 95 % reduzierte. Die Knappheit auf dem Opiummarkt führte zu Preissteigerungen in den Konsumländern und erhöhten Beimischungen von synthetischen Opioiden. Um die fehlenden Liefermengen zu ersetzen, erhöhte Myanmar seine Produktion von etwa 790 Tonnen 2022 auf 1080 Tonnen 2023.

Die größten Opium-Produktionsländer der Welt

## Bestandteile von Opium

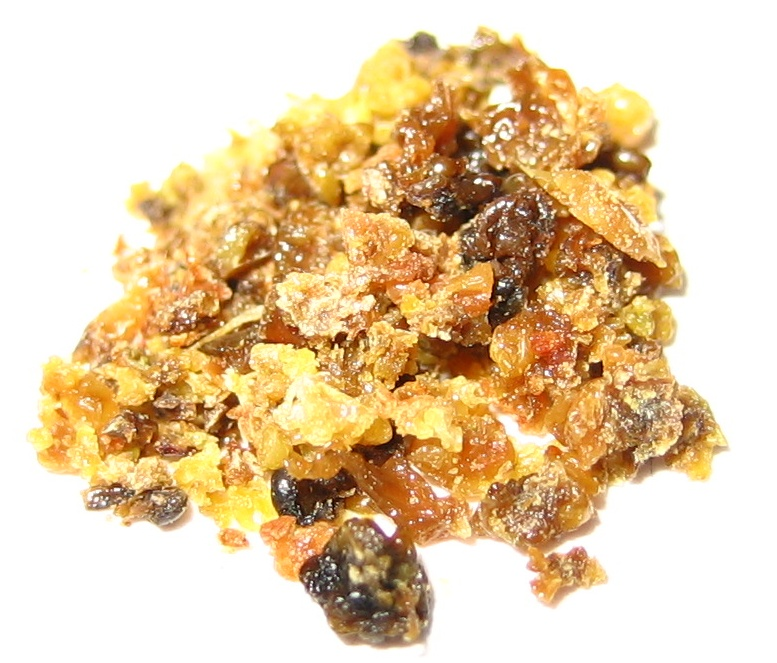
Rohopium

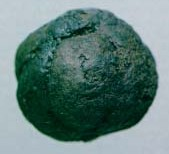
Opium

Morphin
Codein
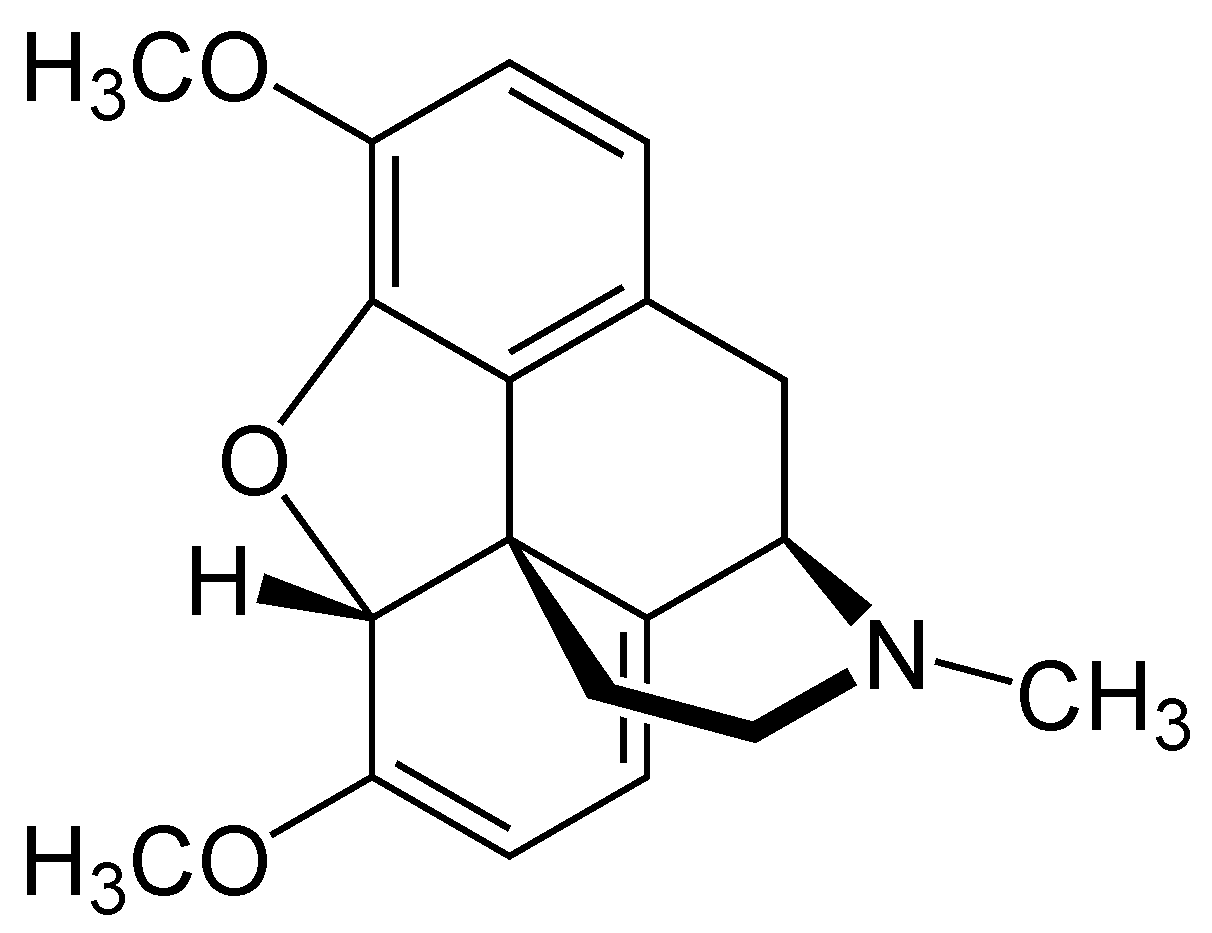
Thebain
Papaveraldin

Opium enthält 37 unterschiedliche Alkaloide, darunter auch Benzylisochinolin-Alkaloide, die im Rohopium bis zu einem Viertel der Masse ausmachen. Hauptbestandteil ist das Morphin (ca. 12 %), eines der stärksten bekannten Schmerzmittel (Analgetika). Es wurde 1804 erstmals von dem deutschen Apotheker Friedrich Sertürner isoliert. Ein weiteres Alkaloid, das Codein (0,2 bis 6 %, ⌀ 1 % Gehalt), findet hauptsächlich als hustenstillendes Mittel Verwendung. Weitere wichtige im Opium vorkommende Alkaloide sind Noscapin (veraltet auch Narcotin, 2 bis 12 %, ⌀ 5 %), Papaverin (0,1 bis 0,4 %), Thebain (0,2 bis 1 %, ⌀ 0,5 %), Papaveraldin (auch Xanthalin, 0,5 bis 3 %, ⌀ 1 %) und Narcein (0,1 bis 1 %, ⌀ 0,5 %). Diese wirken schon in ihrer natürlichen Zusammensetzung synergisch, da sich die analgetischen und spasmolytischen Eigenschaften gut ergänzen.
Opiumalkaloide, die gleichzeitig Opioide sind, werden Opiate genannt; dazu zählen Morphin, Codein und Narcein. Bei fortgesetzter Einnahme von Opium besteht die Gefahr der Toleranzentwicklung gegenüber der Wirkung der verschiedenen Alkaloide.

## Analytik der Opiumbestandteile
Bestandteile des Opiums lassen sich qualitativ und quantitativ nach angemessener Probenvorbereitung zuverlässig durch Kopplung der Gaschromatographie oder HPLC mit der Massenspektrometrie in den unterschiedlichen Untersuchungsgütern nachweisen.
Eine sichere Zuordnung der geographischen Herkunft konnte für indisches Opium durch Analytik der Alkaloidmuster für Thebain, Codein, Morphin, Papaverin und Narcotin durch Kapillarzonenelektrophorese und der Fingerprint-Analyse der Aminosäuren erreicht werden.

## Verwendung
Opium wurde historisch als Schmerz- und Schlafmittel sowie seit jeher als Rauschmittel eingesetzt. Auch in der Psychiatrie wurde Opium, vor allem in Form der sogenannten Opiumkur zur Behandlung von Depressionen angewendet. So wurde zwischen 1881 und 1910 bei „einigen Patientinnen … nach Opiumgabe eine positive Entwicklung von Arbeitsbereitschaft und Gemütszustand dokumentiert“.

### Verwendung als Schmerzmittel

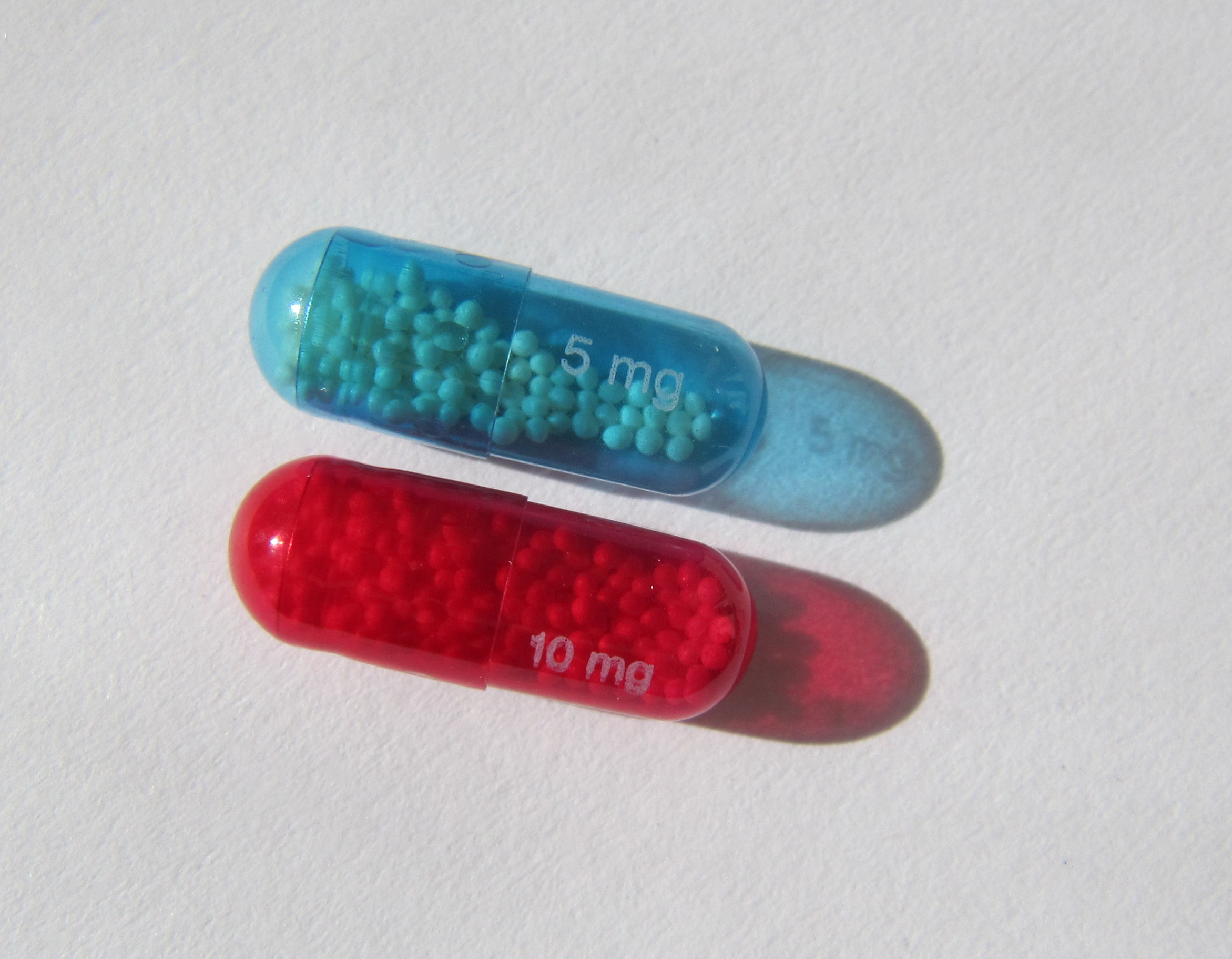
Zwei Retardkapseln Morphinsulfat (5 mg und 10 mg)

Bereits im Papyrus Ebers (um 1550 v. Chr.) wird Opium als Narkotikum erwähnt. Auch Hippokrates soll es um 450 v. Chr. zu narkotischen Zwecken verwendet haben. Opium spielte in der Antike und im Mittelalter als Bestandteil von Theriak und von Schlafschwämmen eine wichtige Rolle. Opium („Mohnsaft“) oder Opiumtinktur, besser bekannt als Laudanum, fand in der Medizin bis in das frühe 19. Jahrhundert breite Verwendung, wobei auch die gefährlichen, potentiell tödlichen Nebenwirkungen bekannt und beschrieben waren. Aus Opium hergestellte Präparate, zum Beispiel als Latwerge, fanden im Mittelalter auch Verwendung bei der Betäubung (Oberflächenanalgesie) von schmerzhaften Augenleiden. In neuerer Zeit werden die potentesten Schmerzmittel nicht mehr aus dem Morphin, sondern aus dessen Dimethylderivat Thebain gewonnen. Beispiel hierfür ist Buprenorphin.
Die große Bedeutung von Papaver somniferum wurde schon von Thomas Sydenham (1624–1689), dem „englischen Hippokrates“, hervorgehoben:

“Among the remedies which it has pleased Almighty God to give to man to relieve his sufferings, none is so universal and so efficacious as opium.”

„Unter all den Mitteln, welche dem Allmächtigen beliebt hat, dem Menschen zur Linderung seiner Leiden zu geben, ist keines so umfassend anwendbar und so wirksam wie Opium.“

Daran hat sich auch heute, fast vier Jahrhunderte später, nichts geändert.
Neben seiner schmerzstillenden Wirkung ist Opium appetithemmend und wirkt gegen Durchfall. Weiterhin wirkt es beruhigend und schlaffördernd. Besonders in Asien wird Opium als Rauschmittel verwendet.

### Schädlicher Gebrauch von Opium
Zu den körperlichen Langzeitfolgen von Opiumgebrauch gehören Appetitlosigkeit und dadurch Gewichtsverlust bis zur Abmagerung und völligen Entkräftung, aber auch Kreislaufstörungen und Muskelschmerzen. Bei Überdosierung droht akute Atemlähmung mit Todesfolge. Psychische Auswirkungen sind Abhängigkeit, Antriebsschwäche und häufig auch starke Persönlichkeitsveränderungen, einhergehend mit Apathie.

## Gesetzliche Lage in Deutschland
In Deutschland ist gegenwärtig Opium nur noch zur Behandlung chronischen Durchfalls verschreibungsfähig. Da Opium dem Betäubungsmittelgesetz unterliegt, bedarf dessen Verschreibung eines Betäubungsmittelrezeptformulars.
Allerdings gilt dies nicht für reine Opiate und Opioide. Erstere werden etwa im Falle des Codeins, neben der Funktion als Schmerzmittel, auch bei Reizhusten verschrieben. Opioide wie z. B. Tilidin oder Tramadol werden u. a. als Schmerzmittel, z. B. bei Zahn- und Kieferoperationen angewendet.